# Albert von Quadt zu Wykradt und Isny
Albert Graf von Quadt zu Wykradt und Isny (* 17. Juni 1864 in Hannover; † 24. November 1930 in Schloss Moos bei Lindau) war ein deutscher Jurist, Diplomat, Gesandter, Wirklich Geheimer Rat.

## Beruflicher Werdegang
Erziehung und Schulbildung bei Albert von Quadt zu Wykradt und Isny lagen in der Hand von Privatlehrern und Gouvernanten. In den staatlichen Schulbereich trat er erst im österreichischen Feldkirch mit dem Besuch der dortigen Real- und Obergymnasien ein. Vom hier wechselte er an das Gymnasium in Ravensburg, wo er 1885 das Abitur ablegte. Daran schloss sich ein Studium der Rechtswissenschaft und der Philosophie an den Universitäten in Leipzig, München, Wien und Würzburg an. Diese berufliche Bildungsphase beendete er 1888.
Zwei Jahre später schlug Albert von Quadt zu Wykradt und Isny beim Auswärtigen Amt in Berlin eine diplomatische Laufbahn ein. Als Attaché durchlief er Anfang 1890 zuerst die Abteilung IB (Personal und Verwaltung) und wechselte dann zur Abteilung II (Handelspolitik) sowie ab September zur Abteilung III (Recht). Kurz darauf erhielt er seine erste Einsatzplanung, die ihn nach London führen sollte. Anfang 1891 trat er seinen Dienst an der deutschen Botschaft in Großbritannien an. Während dieser Zeit legte er im Mai 1893 die obligatorischen diplomatischen Prüfungen ab und wechselte kurz darauf als Legationssekretär an die deutsche Gesandtschaft in Tokyo. Zwei Jahre später bekam er die Order, als 2. Sekretär an die deutsche Botschaft in Konstantinopel zu gehen. Dieser Einsatz im Osmanischen Reich währte nur ein Jahr und von dort wechselte von Quadt nach Kairo. Bereits Ende 1897 trat er seinen Dienst als Legationssekretär in Kopenhagen an und erhielt hier im Mai 1900 den Charakter als Legationsrat. Von Dänemark aus reiste er in die USA und übernahm an der Botschaft in Washington ab November 1900 die Aufgaben des 1. Sekretärs.

## Einsatz in Asien
Erstmalig in den ostasiatischen Raum führte ihn 1903 der Auftrag als Generalkonsul in Kalkutta zu wirken. Die kompletten Geschäfte für dieses Amt übernahm Albert von Quadt zu Wykradt und Isny im Februar 1904. Hier löste er den bisherigen Generalkonsul Hermann Speck von Sternburg ab. Über vier Jahre führte er in Indien die Geschäfte und wurde dort im Januar 1908 durch Heinrich XXXI. Reuß zu Köstritz ersetzt. Zeitgleich übernahm von Quadt im Juli 1912 die Aufgaben des Gesandten in Teheran. Hier wurde er seit Januar 1908 bereits durch Wilhelm Stemrich (1852–1911) in seine neuen Aufgaben eingewiesen, die er einen Monat später übernahm. Der Einsatz währte hier fast vier Jahre und sein Nachfolger hier wurde Ende 1911 ebenfalls Heinrich XXXI.

## Zurück nach Europa
Daraufhin erhielt Albert von Quadt zu Wykradt und Isny den Auftrag zur Übernahme der Geschäfte in Athen, dem er ab 27. Juli 1912 nachkam. Die Leitung der deutschen Gesandtschaft in Griechenland übernahm er von Hans von Wangenheim. In diesem Amt erlebte von Quadt den Beginn des Ersten Weltkrieges im August 1914. Ein Jahr später wurde er Mitte 1915 durch Wilhelm Graf von Mirbach-Harff abgelöst. Er selbst wechselte nach Hamburg und übernahm im November 1916 kommissarisch die Leitung der dortigen preußischen Gesandtschaft. Nach nicht einmal zwei Jahren wurde von Quadt in den einstweiligen Ruhestand entlassen, jedoch erhielt er als Gesandter z.D. eine Weiterbeschäftigung. Zu einer ernsthaften Aufgabe jedoch wurde er nicht herangezogen, sondern erhielt im Januar 1918 den Charakter als Wirklicher Geheimer Rat, mit dem Prädikat Exzellenz, blieb aber auch nach dem Zusammenbruch des Deutschen Kaiserreiches ohne Verwendung.
In den endgültigen Ruhestand wurde Albert von Quadt zu Wykradt und Isny dann im Oktober 1929 versetzt. Von diesem Zeitpunkt an kümmerte er sich um die Verwaltung seiner Güter. Ein Jahr später verstarb er auf Schloss Moos.

## Familie
Die Eltern von Albert der bayrische Diplomat Friedrich von Quadt-Wykradt-Isny (1818–1892) sowie dessen Ehefrau Marianne Gräfin von Rechberg und Rothenlöwen (1834–1910), genannt Anne. Er war der Letztgeborene in der zweiten Ehe seines Vaters. Selbst hatte er noch zwei Geschwister Maria Wilhelmine (1854–1914) und Otto Gebhard (1856–1928). Aus der ersten Ehe des Vaters hatte er drei Halbgeschwister. Im November 1895 heiratete er Amadea de Martino (1874–1933). In dieser Ehe wurde ihre Tochter, Anne Renée (* 1896) geboren.

## Auszeichnungen
- Roter Adlerorden, 2. Klasse mit Krone und Eichenlaub[7]
- Königlicher Kronen-Orden (Preußen), 2. Klasse mit Stern
- Hausritterorden vom Heiligen Georg, Komtur
- St.-Georgs-Medaille (Bayern)
- Verdienstorden vom Heiligen Michael, Ritter III. Klasse
- Greifenorden, Großkreuz
- Hausorden vom Weißen Falken, Komtur mit Stern